# Antirhea inconspicua
Antirhea inconspicua là một loài thực vật có hoa trong họ Thiến thảo. Loài này được (Seem.) Christoph. mô tả khoa học đầu tiên năm 1935.